# Fenouillet (Pyrénées-Orientales)
Fenouillet település Franciaországban, Pyrénées-Orientales megyében. Lakosainak száma 96 fő (2022. január 1.). Fenouillet Gincla, Puilaurens, Caudiès-de-Fenouillèdes, Fosse és Vira községekkel határos.

## Földrajz

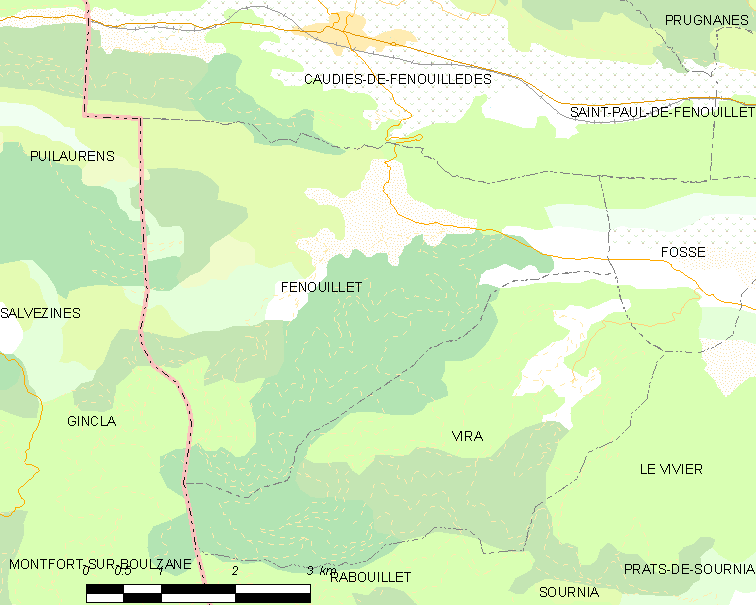
Fenouillet és környéke

## Népesség
A település népességének változása:
| Lakosok száma | 83   | 84   | 87   | 89   | 89   | 88   | 88   | 92   | 96   |
|               | 2013 | 2015 | 2016 | 2017 | 2018 | 2019 | 2020 | 2021 | 2022 |